# 雅各的天梯

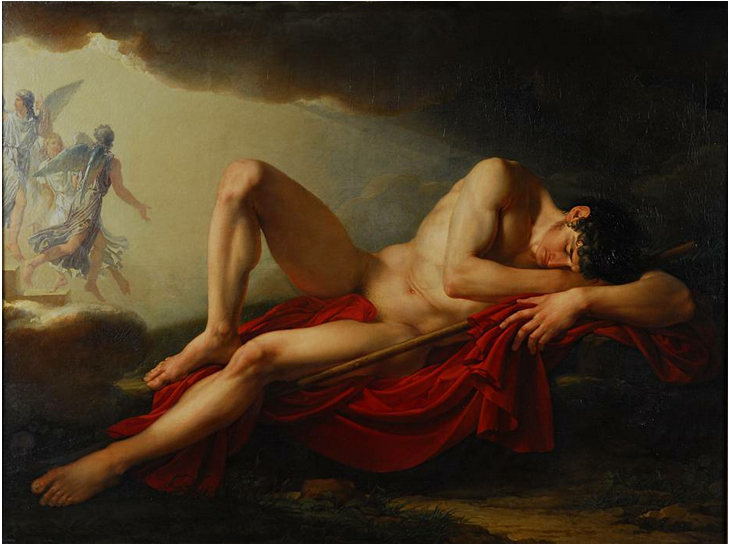
雅各之梦 (1792), 雅克·雷图

雅各的天梯（希伯來語：‎ ）是一个出自圣经《创世纪》第28章的意象。当时雅各正被自己的兄弟以扫追杀，遂准备投靠舅舅拉班。逃亡路上，暮色将至，雅各以石为枕，露宿荒野。不久，雅各梦见一个梯子直通向天，在天梯高处有众天使上下往返。上帝耶和华出现在天梯顶端，祂与雅各对话，向他许诺了丰饶的未来。
关于雅各的这个梦境存在有许多争论，但大多数阐释都认同亚伯拉罕诸教的理解，即这个梦将雅各与作为上帝选民的责任与义务联系到了一起。

## 原文
有关雅各的天梯描述出自《创世纪》28:10-19
10 雅各出了别是巴向哈兰走去。
11 到了一个地方，因为太阳落了，就在那里住宿。便拾起那地方的一块石头，枕在头下，在那里躺卧睡了。
12 梦见一个梯子立在地上，梯子的头顶着天，有神的使者在梯子上，上去下来。
13 耶和华站在梯子以上，〈或作站在他旁边〉说，我是耶和华你祖亚伯拉罕的神，也是以撒的神，我要将你现在所躺卧之地赐给你和你的后裔．
14 你的后裔必像地上的尘沙那样多，必向东西南北开展。地上万族必因你和你的后裔得福。
15 我也与你同在，你无论往那里去，我必保佑你，领你归回这地，总不离弃你，直到我成全了向你所应许的。
16 雅各睡醒了，说，耶和华真在这里，我竟不知道。
17 就惧怕说，这地方何等可畏，这不是别的，乃是神的殿，也是天的门。
18 雅各清早起来，把所枕的石头立作柱子，浇油在上面。

19 他就给那地方起名，叫伯特利。〈就是神殿的意思〉但那地方起先名叫路斯。——《创世纪》28:10-19

## 阐释

### 犹太教

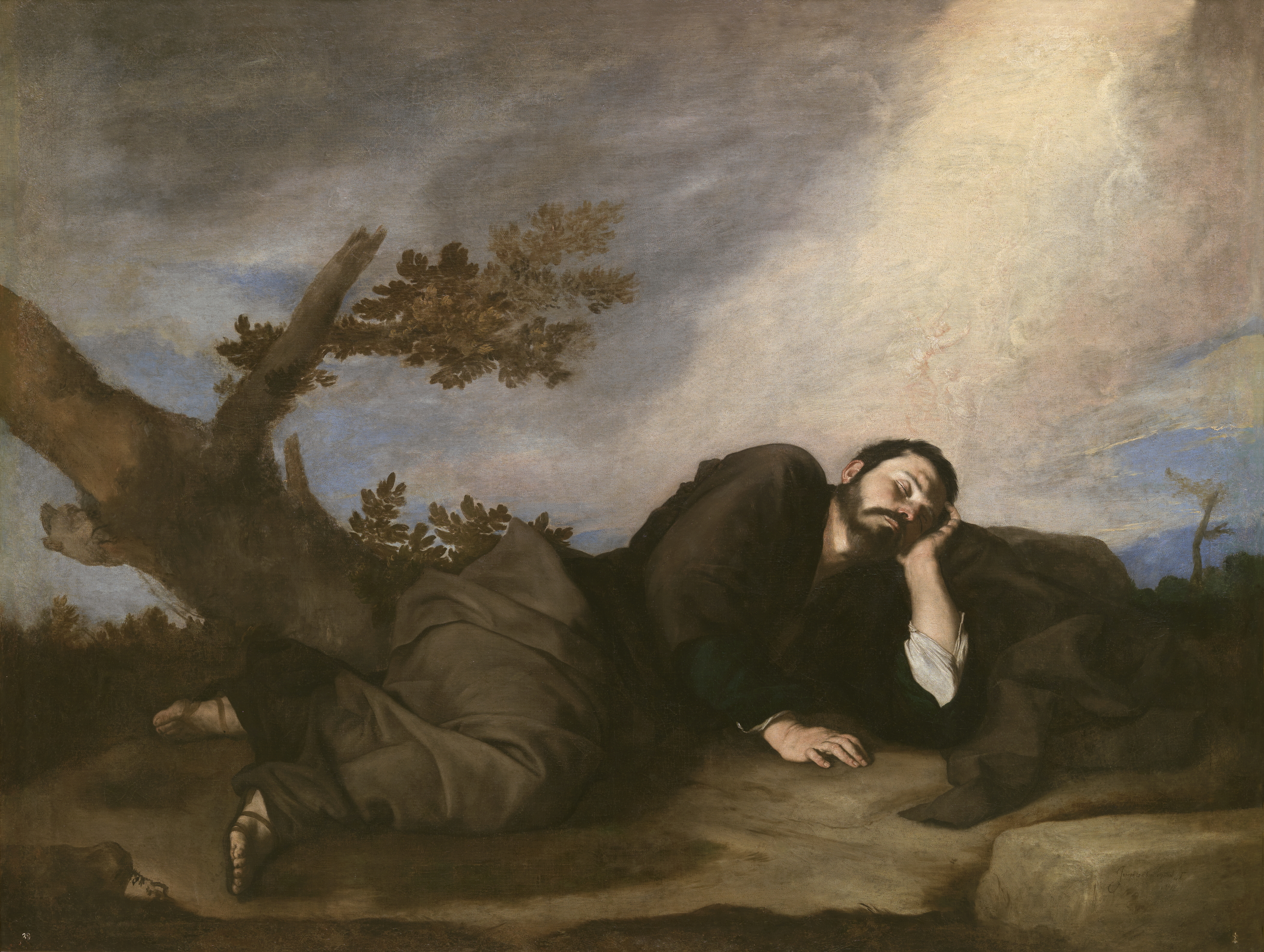
雅各之梦（1639），胡塞佩·德·里贝拉所作，藏于普拉多博物馆

犹太教的经典《妥拉》为雅各的天梯提出了多种阐释。根据拉比注释的创世记，天梯象征了犹太人在达到弥赛亚之前所将要遭受的流亡。第一个天使代表了巴比伦的70年流亡，这个天使“爬上”了70级阶梯，而后“坠下”。然后代表波斯流亡的天使爬上几级阶梯，也跌落，再之后代表希腊流亡的天使也跌落了。只有第四个天使，它代表罗马/以东（守护者是以扫本人）的最终流亡，它一直爬到了天梯的高处，进入云端。雅各害怕自己的后代再也无法从以扫的统治中解脱，但上帝向他许诺了终结的降临，以东同样也将无可避免的覆灭。
另一个对天使“上下往返”的米德拉什阐释认为，雅各作为上帝选民，他的行为总是有天使伴随。当他即将离开迦南（也即未来以色列的土地）边境，此时被指派守护圣地的天使返回天堂，而守护其它土地的天使由天梯降入世间，继续伴随雅各。而当雅各再次返回迦南，圣地天使又回到他的身旁。
还有一个解释认为，雅各所休憩的地点是现实中的摩利亚山，未来耶路撒冷圣殿的建造处，此处被认为是连接天堂与世间的“桥梁”。于是，天梯也就成为了这座相连的“桥梁”的象征。并且天梯的意象也暗指了犹太教经典《妥拉》作为天堂与世间的另一连接。这一解释还指出，天梯的希伯来语sulam (סלם)和《妥拉》给出的圣山的希伯来语Sinai (סיני) 有同样的希伯来字母代码，这个证据也被认为意义重大。
希腊化犹太教哲学家斐洛在作品《论梦》第一卷中叙述了关于雅各天梯的寓言式阐释。他给出了四种不相互排斥的阐释：
- 天使在天梯上的往返象征了灵魂于身体的进入与脱离（有人认为斐洛参考了转世的概念）。
- 天梯象征人的灵魂，而天使则象征上帝的罗各斯，它在忧虑时将灵魂提升，在悲悯时将灵魂放下。
- 雅各的梦描绘了不同人生“实践者”（积德或负罪）的不同后果。
- 处于移动之中的天使象征了人类持续的、不断变化的事务。

伪典《雅各之梯》于公元70年耶路撒冷围城战中第二圣殿被毁后不久写成，其内容基于圣经中对雅各天梯的描述。这份文本现存只有古教会斯拉夫语版本，它阐述了族长在梅尔卡巴神秘主义影响下的经历。
耶路撒冷北部定居点伯特利的一处山顶被认为是雅各看见天梯的地点，许多旅行者会在住棚节时到此游览。

### 基督教

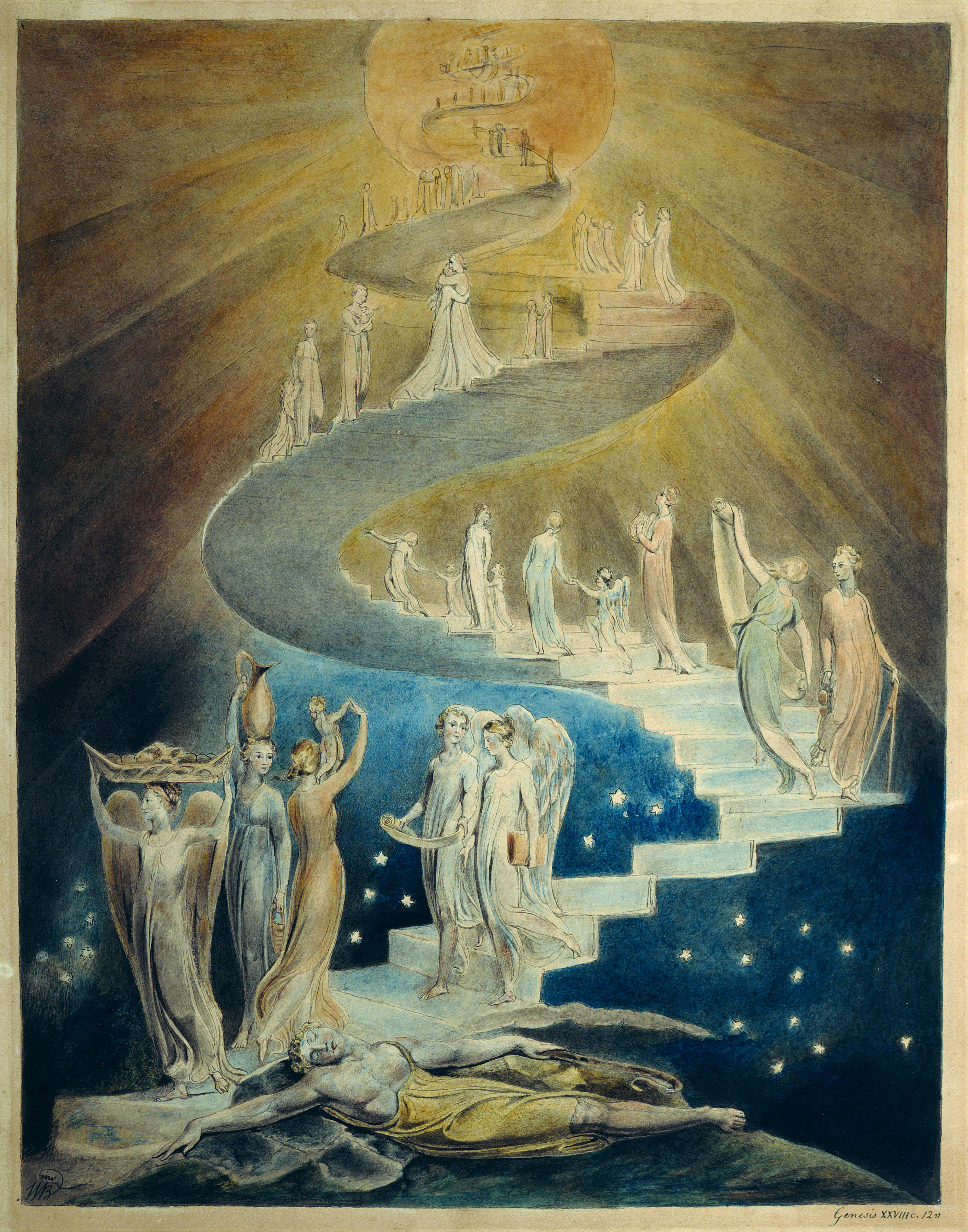
雅各之梦 (1805)，威廉·布莱克所作，藏于大英博物馆

在《约翰福音》1:51，耶稣说：我实实在在的告诉你们，你们将要在天上看到，你们看见神的使者上去下来在人子身上。后世解释认为，耶稣的这段话暗示了他与雅各所梦见的，连接天与地的桥梁相关。耶稣是这座天梯与地面的交汇点，雅各在梦中看见了天堂与世间的联结，而带来这种联结的正是耶稣本人，他将梦中的天梯引向了现实。19世纪的卫斯理宗神学家和圣经学者亚当·克拉克写道：
上帝的使者上下往返，这可以被理解为，上帝以基督肉身显现的方式带来了天堂与世间的永恒交流。我们蒙福的主就是上帝与众凡人之间的调解者，就如国王向外派出的传信使臣。
（页面存档备份，存于）
雅各的天梯常被天主教早期教父提及。公元2世纪的爱任纽曾把基督教会形容为“通往上帝的梯子”。
公元3世纪的俄利根曾解释说，基督徒的一生需要攀爬两座天梯，其一为灵魂在世攀爬的禁欲天梯，借此达成德行；另一则为灵魂死后的旅程，循着上帝的光向天堂攀登。
公元4世纪的圣额我略·纳齐安也持有类似观点，他认为在天梯的上升意味着人世的苦行。 同时代的尼撒的贵格利也说，摩西爬上天梯、进入天堂依靠的并不是双手，于是这也赋予了天梯一种神秘主义的意味。这种对于天梯的苦行解释也出现在圣若望的作品中，他写道：
就这样一步一步爬上去，通过雅各的天梯到达天堂。于我而言，幻象中的天梯似乎意味着德行的上升。我们从地面上升到天堂，需要的不是物质累积，而是品德的修正与提升。
这种对天梯的苦行类比经由约翰·克利马科斯的神圣攀登的天梯得到了广泛的传播。
雅各的天梯被雕刻在英格兰巴斯修道院的西面，上面描绘了天使攀爬天梯的情境。

### 伊斯兰教
在伊斯兰教中，雅各被尊称为先知与族长。伊斯兰学者将雅各的天梯之梦与先知穆罕默德的夜行登霄等同。 雅各的天梯被认为是上帝的众多象征之一，许多人认为雅各天梯的形式展现了伊斯兰教的精髓，即对遵循“直路”的强调。20世纪的伊斯兰学者马丁·林斯从伊斯兰神秘主义视角出发，阐述了天梯的意义：
雅各在梦中所见的，连通天堂与世间、天使上下往返的天梯，就是创造宇宙的那个天梯；而它同时也是“直路”，因为宗教的意义就在于从创造的终点返回其起点。

## 艺术作品

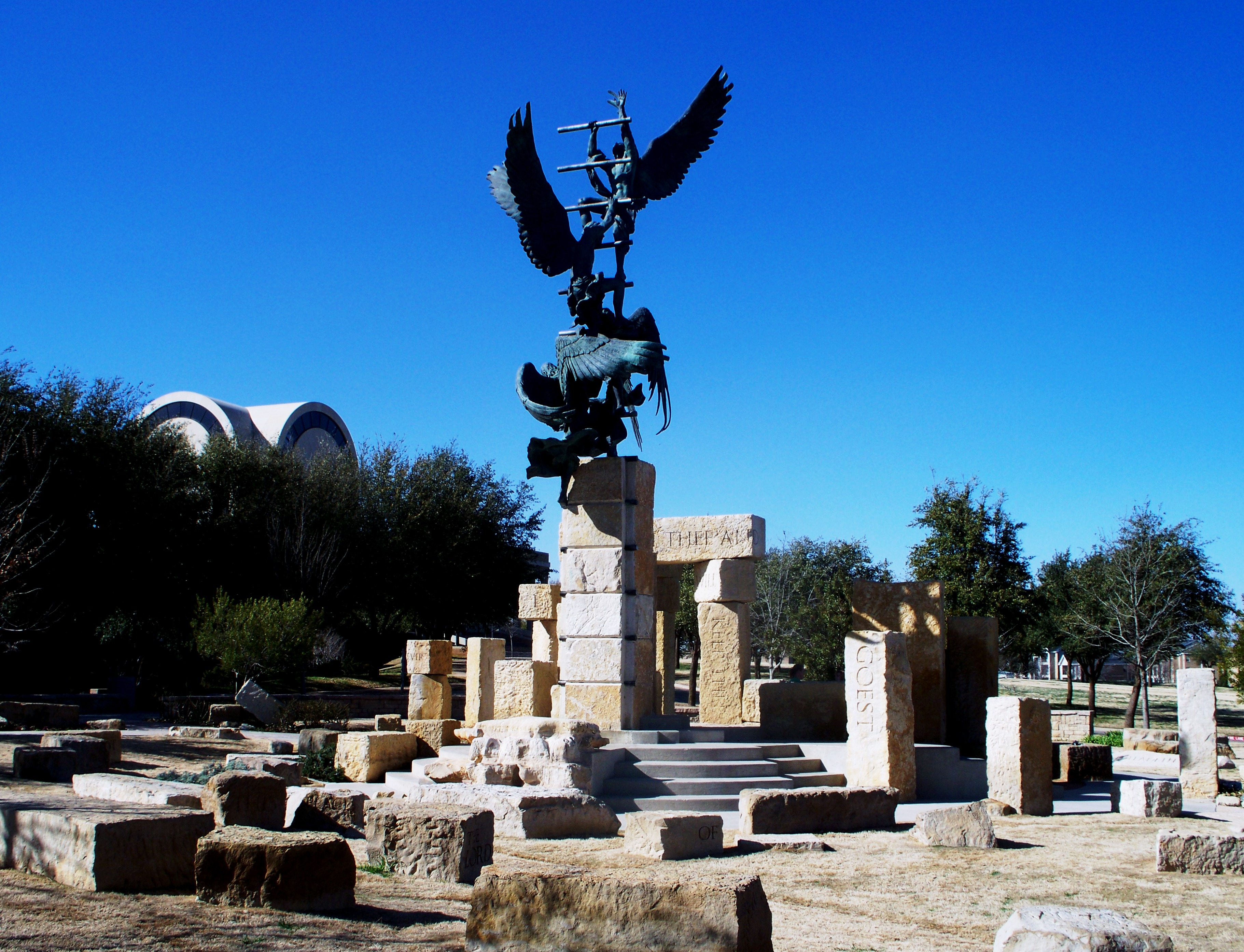
位于阿比林基督教大学校园内的雅各之梦雕塑
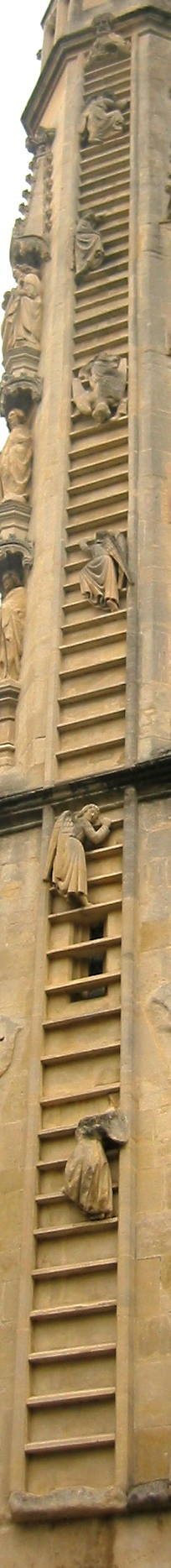
位于巴斯修道院西面的天梯雕塑，上面描绘了天使攀爬天梯的情景
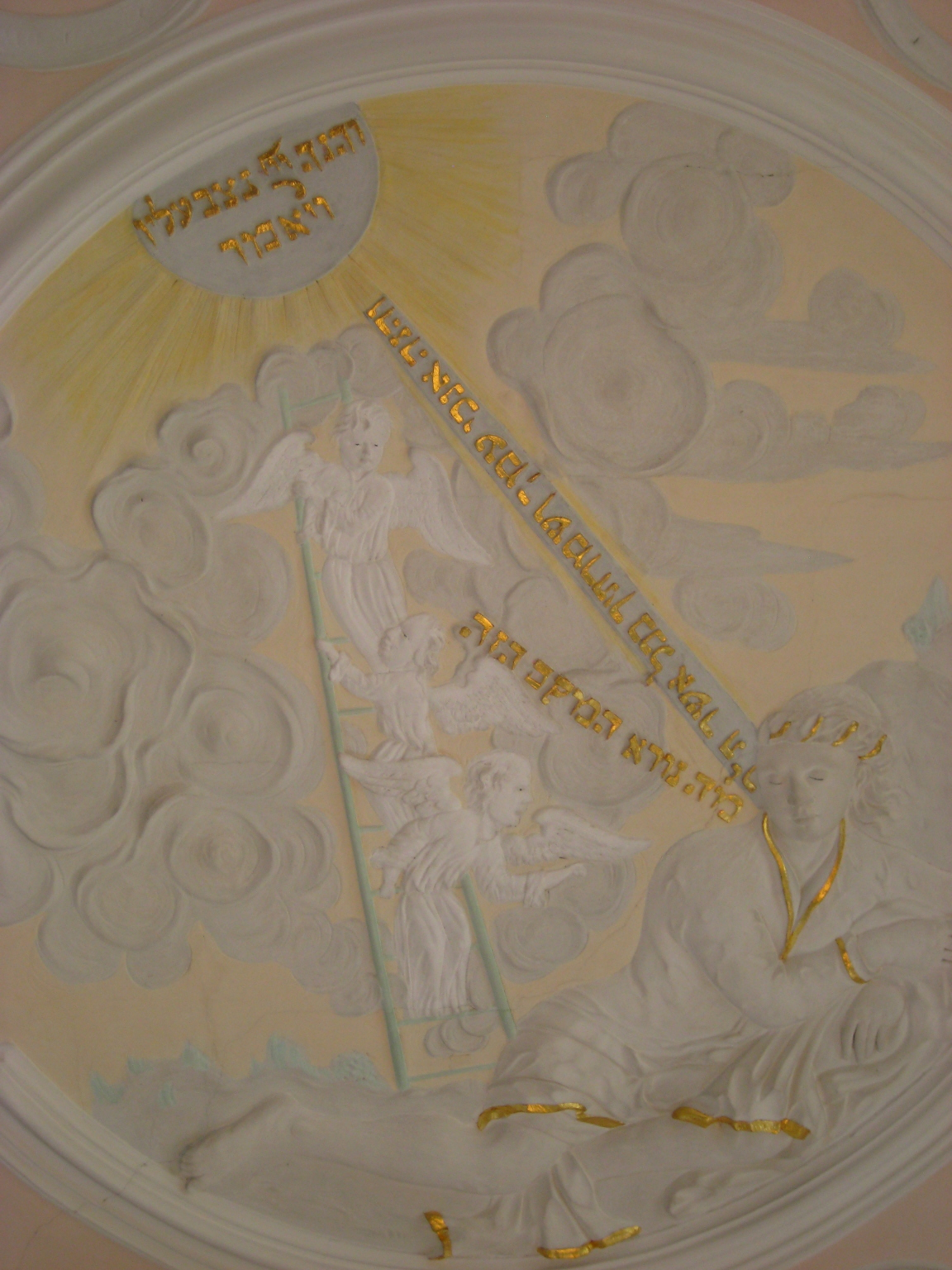
位于蒙海姆市政厅（英语：Monheim Town Hall）的雅各天梯雕刻，金色的文字为：看呐，耶和华站在他身旁，说：“看呐，我与你同在，无论你去哪里，我都会保护你。”